# Идрија
Идрија (словен. Idrija) је град и управно средиште истоимене општине Идрија, која припада Горишкој регији у Републици Словенији.
По попису становништва из 2011. године насеље Идрија имало је 5.955 становника.

## Природне одлике
Идрија се налази на западу државе. Град се сместио на горњем току реке Идријце, подно планине Јаворник.

## Привреда
Град Идрија већ вековима своје постојање дугује рудницима живе, некад најбогатијим на свету. Данас су они пред затварањем због нерентабилности.